# Erpetogomphus elaphe
Erpetogomphus elaphe – gatunek ważki z rodziny gadziogłówkowatych (Gomphidae).